# Kockafejek
A Kockafejek (eredeti cím: The IT Crowd) 2006 és 2013 között futó BAFTA- és Emmy-díjas angol szituációs komédia, Graham Linehan írói közreműködésével, Ash Atalla rendezésében. Összesen 4 évad készült el, 25 epizóddal, melyek egyenként kb. 20-25 percesek. Magyarországon a Comedy Central vetítette.

## Cselekmény
A Kockafejek egy kitalált londoni vállalat, a Reynholm Industries egyik irodájában játszódik. Az épületből mindenfelé csodálatos kilátás nyílik a városra, ám ez az iroda a pincében található. Ezen az igen elhagyott részen kap helyet az informatikus részleg, vagyis az IT. Két dolgozója Roy és Moss igazi számítógépőrült, csak a gép érdekli őket, nem mozdulnak ki sehova, a saját kis világukban élnek elszigetelve. Munkájuk igen unalmas, de ez cseppet sem érdekli őket, azonban egy új munkatárs érkezése felrázza életüket. Jen érkezésével szinte minden megváltozik. Ő lesz az IT részleg osztályvezetője és így Roy és Moss főnöke. Ez már önmagában is sok komikus jelenetet eredményez, viszont amikor kiderül, hogy Jen semmit sem ért a számítógépekhez, akkor indul be igazán a sztori. Rengeteg helyzetkomikum, összetűzések a „tudatlan” kollégákkal, és persze a követelőző cégvezetővel Denholmmal.

## Szereplők
- Chris O’Dowd - Roy
- Katherine Parkinson - Jen
- Richard Ayoade - Moss
- Matt Berry - Douglas
- Noel Fielding - Richmond
- Cordelia Bugeja - Abi
- Christopher Morris - Denholm

## Brit évadpremierek
- 1 évad: 2006. február 3.
- 2 évad: 2007. augusztus 24.
- 3 évad: 2008. november 21.
- 4 évad: 2010. június 25.[1]